# جنگ‌های سرخ‌پوستان
جنگ‌های با سرخ‌پوستان در ایالات متحده آمریکا (به انگلیسی: American Indian Wars) مجموعه جنگ‌ها و نبردهایی بود که میان مهاجران اروپایی و دولت فدرال با سرخ‌پوستان ایالات متحده آمریکا به وقوع پیوست. این جنگ‌ها از سال ۱۶۲۲ تا ۱۹۲۴ میلادی ادامه داشت و نهایتاً منجر به امضای چندین پیمان صلح میان دولت فدرال و سرخ‌پوستان ایالات متحده آمریکا و تشکیل قلمروهای سرخ‌پوستان شد.

## دلایل
سرخ‌پوستان آمریکایی در مقابل تصرف سرزمین‌ها و منابع‌شان و ادغام در جامعه مهاجران آمریکایی مقاومت می‌کردند.

## توافق‌ها
کنگره آمریکا در سال ۱۸۸۷ میلادی، قانونی را وضع کرد که بر طبق آن در ازای اجاره زمین‌های سرخ‌پوستان، به هر خانواده و قبیله سرخ‌پوست، مبلغی تعلق گیرد. بر اساس آن قانون که تا امروز برقرار بوده‌است، وزارت کشور ایالات متحده آمریکا ۲۲٫۶ میلیون هکتار زمین را به نمایندگی از ۴۱ قبیله سرخپوست، مدیریت می‌کند و بیش از صد هزار قرار داد اجاره برای مزرعه‌داری، ساخت خانه و استخراج نفت بر این زمین‌ها وضع کرده‌است.

## در فرهنگ عامه
ادوارد مایبریج در سال ۱۸۷۳ تصاویری از نبرد قوای نظامی آمریکا با قبیله مودوک در ایالت اوره‌گون را ثبت کرد.

## نگارخانه

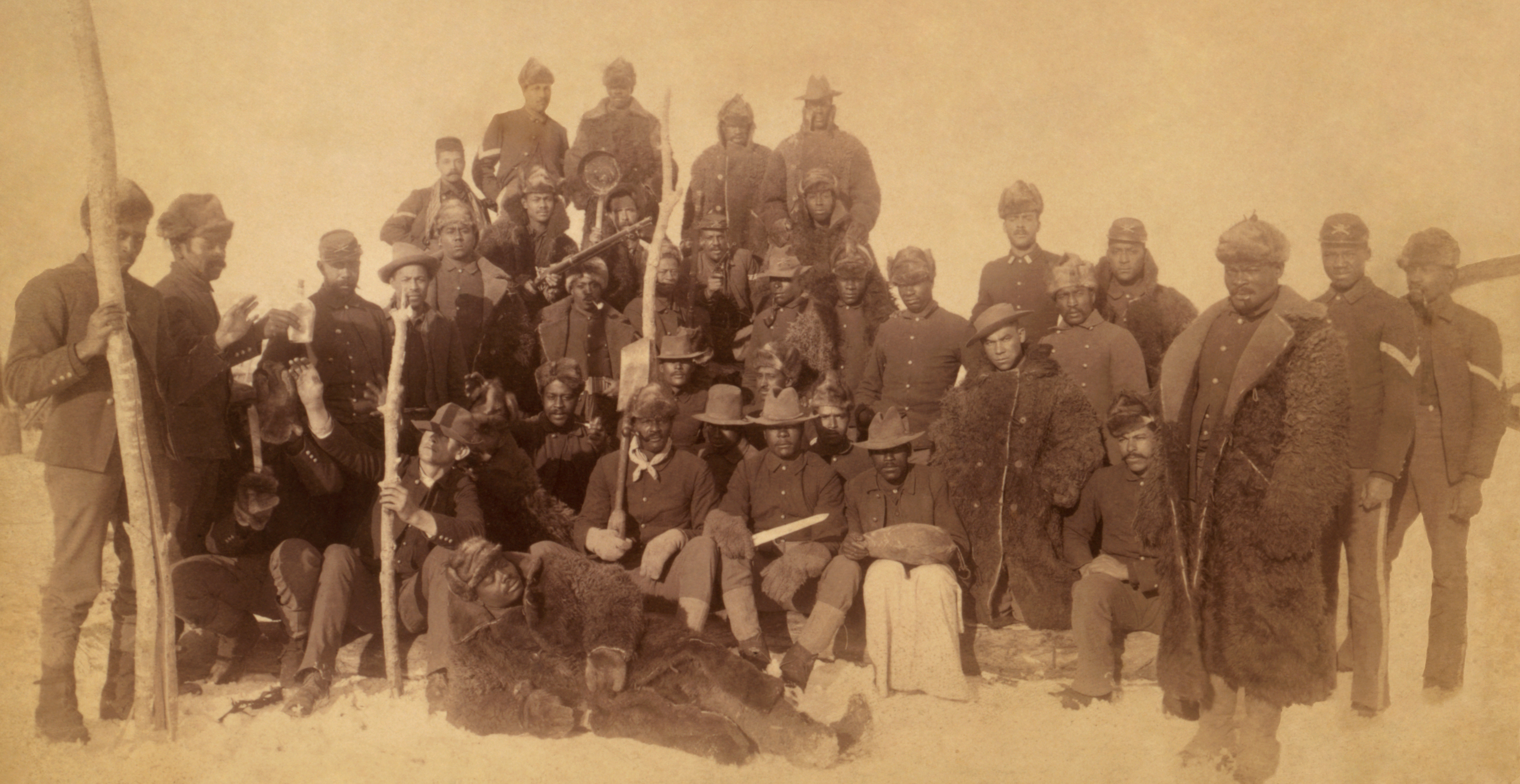
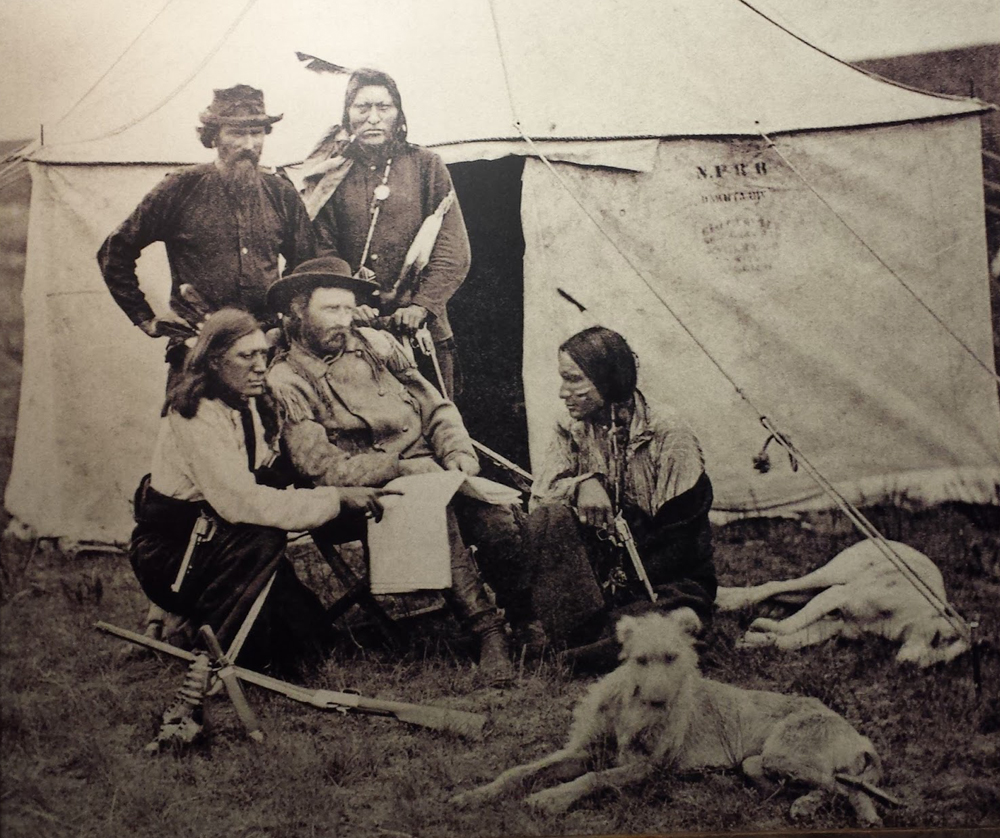
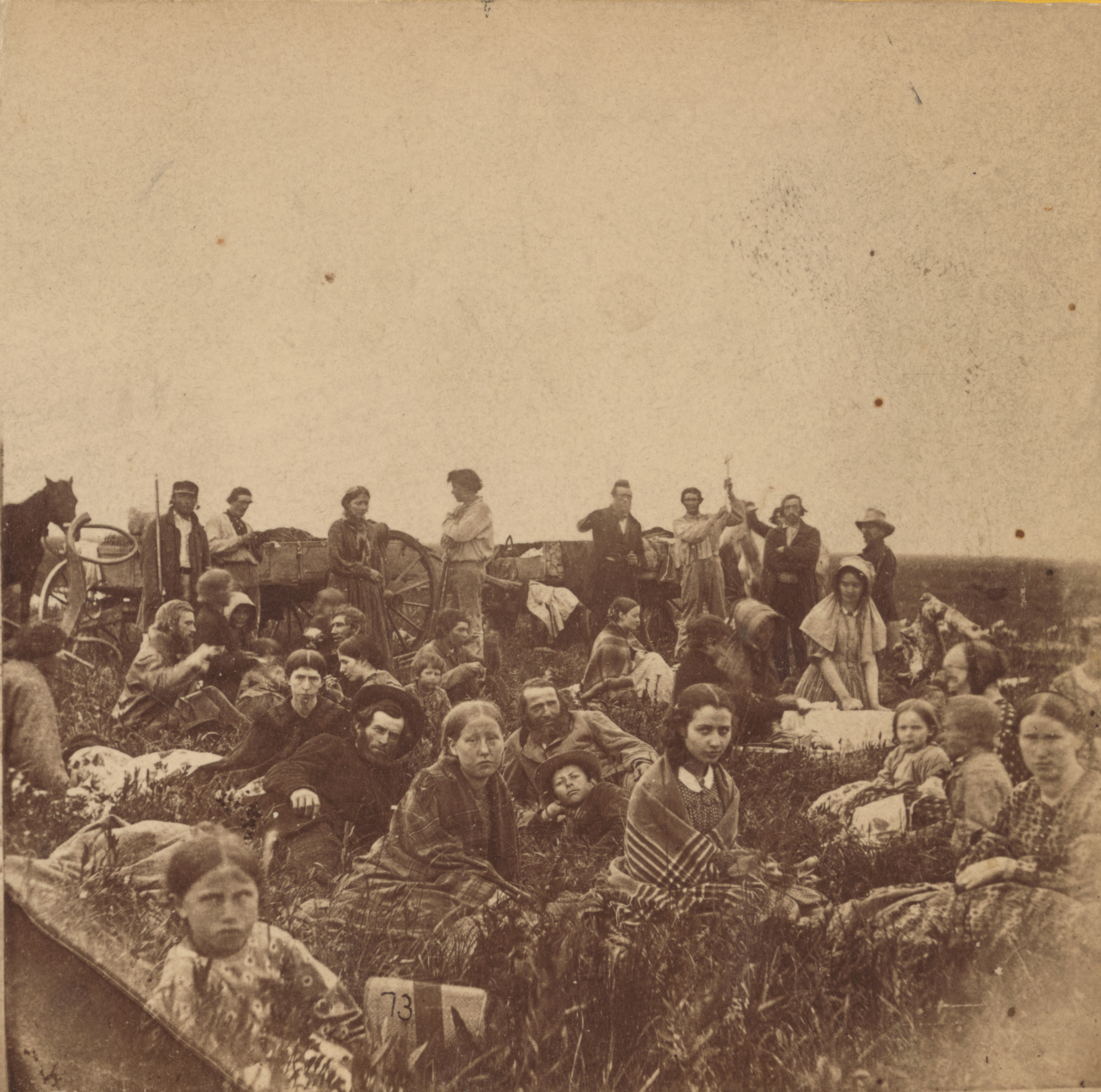
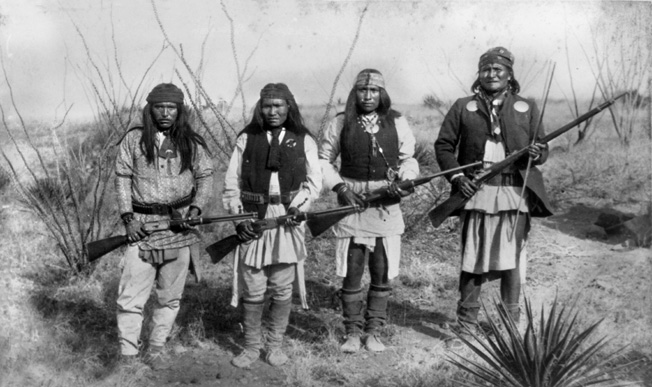
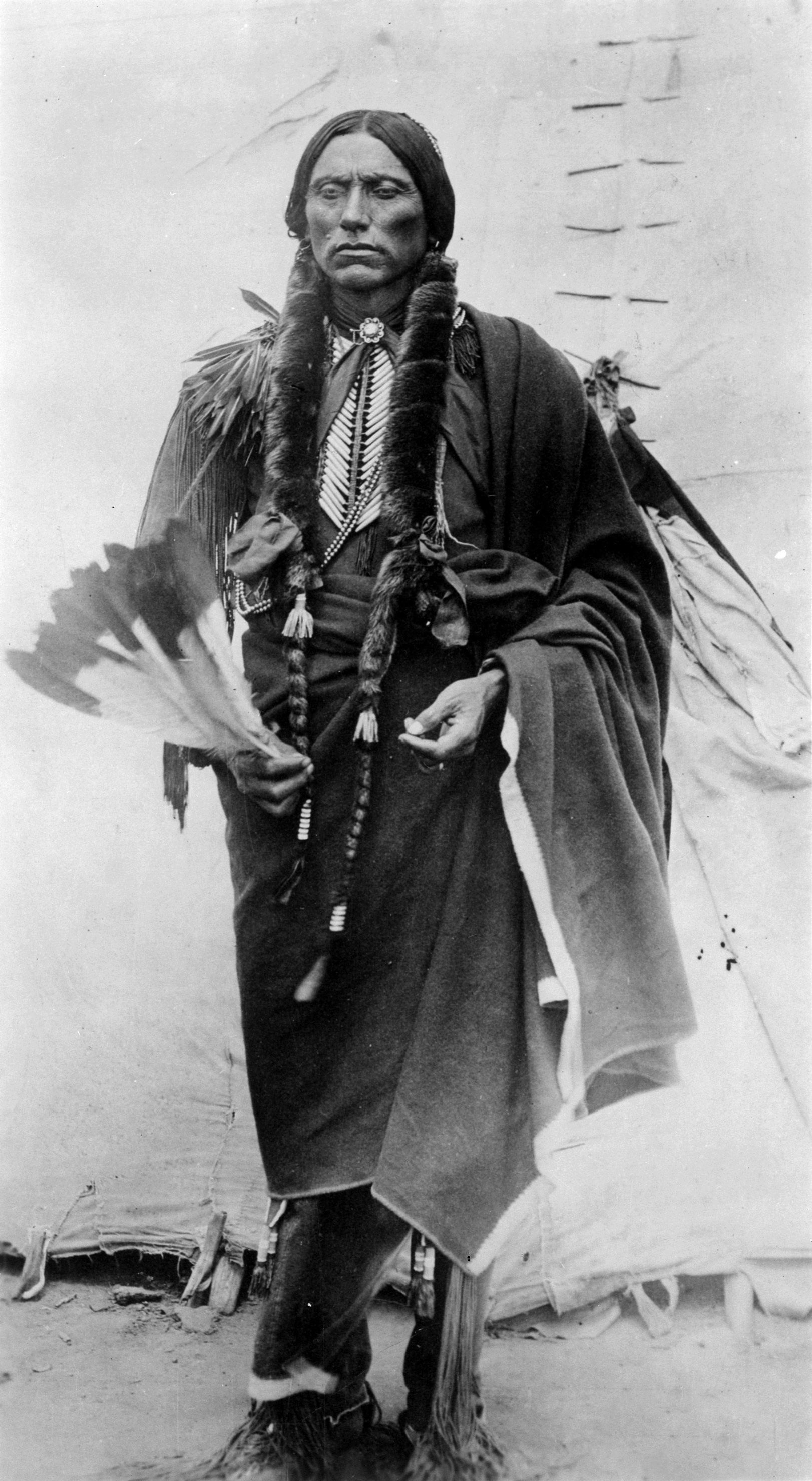
رهبران قبایل سرخ‌پوست وایومینگ در حال انعقاد «پیمان صلح» با ژنرال شرمن به نمایندگی از دولت فدرال.
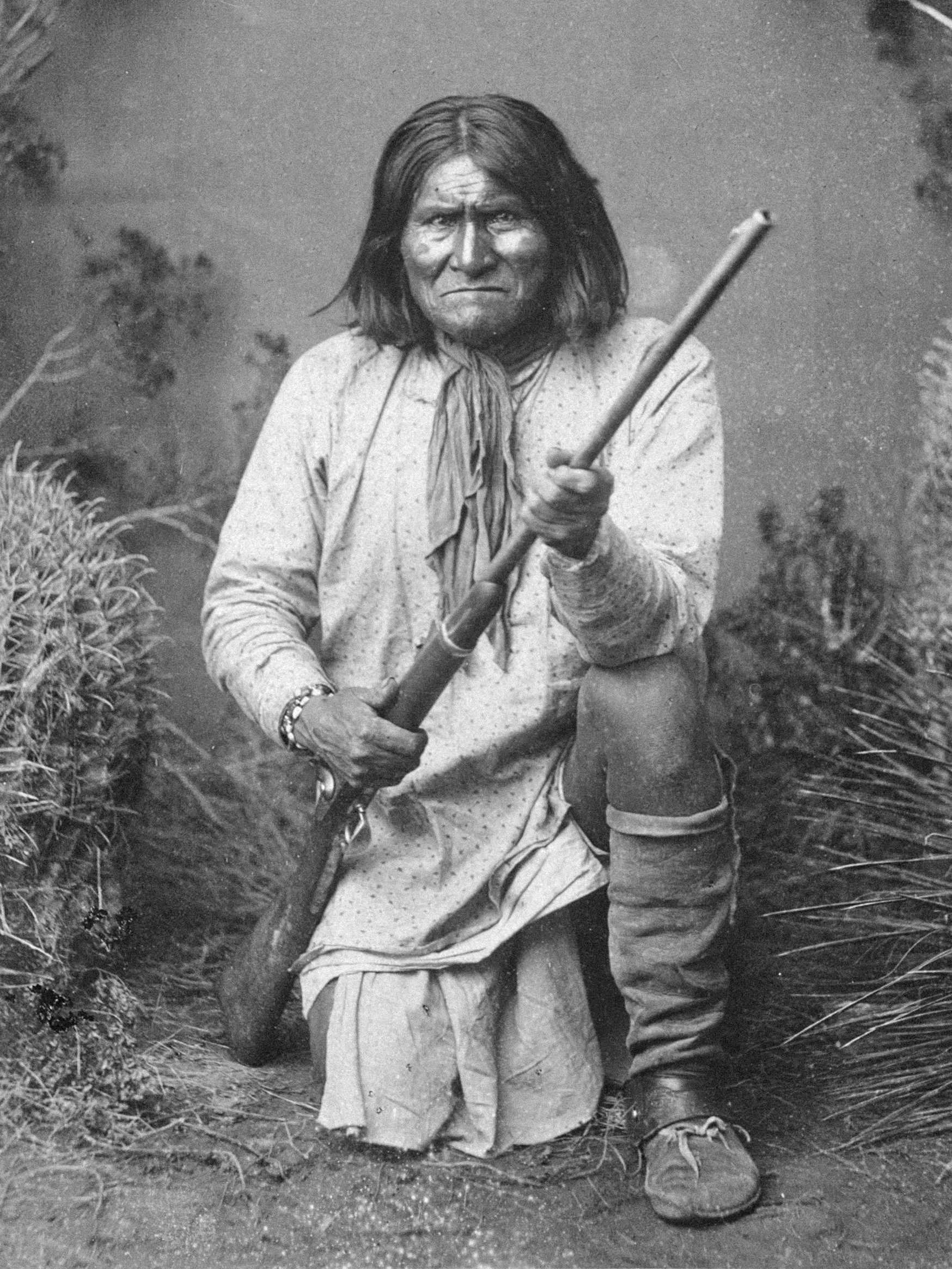
جرونیمو از جنگجویان آپاچی بود که در اواخر سده نوزدهم سرسختانه با تسلط مکزیکی‌ها و آمریکایی‌ها بر سرزمین‌های سرخ‌پوستان بومی مبارزه کرد.